# San Costantino Albanese
San Costantino Albanese es un municipio situado en el territorio de la provincia de Potenza, en Basilicata (Italia).

## Demografía
| Gráfica de evolución demográfica de San Costantino Albanese entre 1861 y 2001 |
|                                                                               |
| fuente ISTAT - elaboración gráfica a cargo de Wikipedia                       |

- Datos: Q52661
- Multimedia: San Costantino Albanese / Q52661

1. ↑  Worldpostalcodes.org, código postal n.º 85030.
2. ↑  «Codici Catastali». Comuni-italiani.it (en italiano). Consultado el 29 de abril de 2017.